# Amphicoma schneideri
Amphicoma schneideri är en skalbaggsart som beskrevs av Nikodym 2005. Amphicoma schneideri ingår i släktet Amphicoma och familjen Glaphyridae. Inga underarter finns listade i Catalogue of Life.